# Fredrik Löfgren (violast)
För andra betydelser, se Fredrik Löfgren.
Fredrik Löfgren, född 30 november 1769, död 8 december 1847 i Stockholm, var en svensk violast vid Kungliga hovkapellet.

## Biografi
Fredrik Löfgren föddes 30 november 1769. Han anställdes omkring 1793 som violast vid Kungliga hovkapellet i Stockholm och slutade den 1 juli 1834. Löfgren avled 8 december 1847 i Stockholm.